# Matthew Pottinger
Matthew Forbes Pottinger (né en 1973) est un ancien journaliste américain et officier du Corps des Marines des États-Unis qui a été conseiller adjoint à la sécurité nationale des États-Unis du 22 septembre 2019 au 7 janvier 2021.